# Clubul Sportiv Municipal Lugoj 2012-2013
Questa voce raccoglie le informazioni riguardanti il Clubul Sportiv Municipal Lugoj nelle competizioni ufficiali della stagione 2012-2013.

## Organigramma societario
Area direttiva
- Presidente: Călin Dobra

Area tecnica
- Allenatore: Bogdan Paul

## Rosa
| N° | Nome               | Ruolo | Data di nascita   | Nazionalità sportiva |
| -- | ------------------ | ----- | ----------------- | -------------------- |
| 1  | Mădălina Şonda     | C     | 15 aprile 1992    | Romania              |
| 2  | Ivana Radonjić     | S/O   | 2 ottobre 1991    | Serbia               |
| 3  | Andreea Ispas      | L     | 5 marzo 1990      | Romania              |
| 4  | Diana Tătaru       | P     | 19 aprile 1988    | Romania              |
| 6  | Laura Lungu        | S     | 28 settembre 1985 | Romania              |
| 7  | Ionela Canea       | C     | 17 giugno 1986    | Romania              |
| 8  | Maria Matei        | S     | 7 settembre 1994  | Romania              |
| 9  | Veronica Lupaşcu   | S     | 23 febbraio 1988  | Romania              |
| 10 | Ioana Vasinca      | C     | 22 giugno 1985    | Romania              |
| 11 | Katarina Jovanović | S/O   | 9 giugno 1991     | Serbia               |
| 12 | Cătălina Bosuioc   | P     | 9 ottobre 1984    | Romania              |
| 13 | Daniela Lupescu    | S     | 5 maggio 1986     | Romania              |
| 15 | Carmen Crişan      | C     | 14 luglio 1987    | Romania              |